# Rudolf Löw (Komponist, 1832)

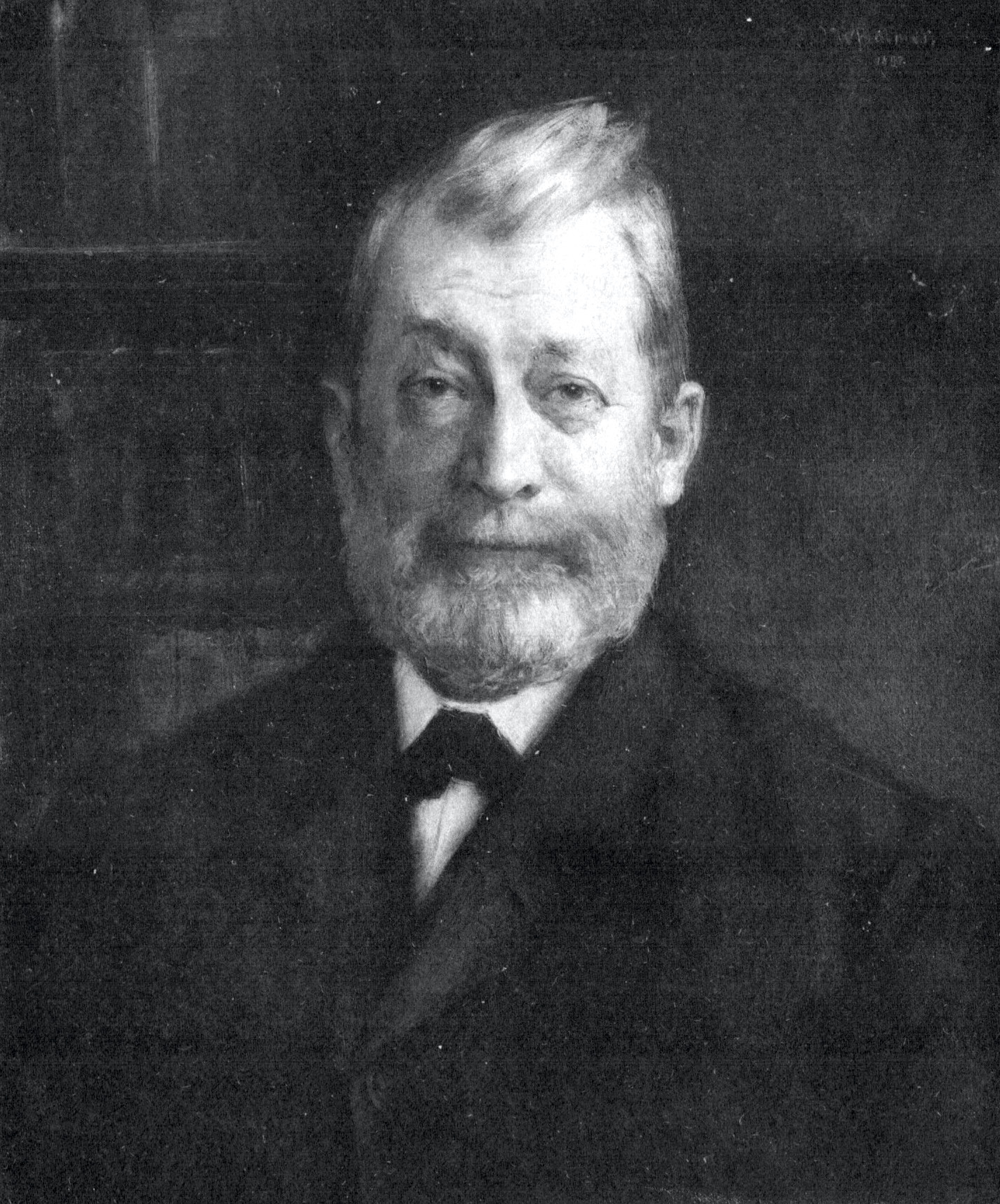
Rudolf Löw-Burckhardt

Rudolf Löw-Burckhardt (* 2. März 1832 in Basel; † 6. August 1898 in Langenbruck) war ein Schweizer Komponist, Pädagoge und Organist.

## Leben
Löw wuchs bei seinen Grosseltern mütterlicherseits auf, nachdem seine Eltern früh verstorben waren. Grossen Einfluss in Jugendjahren hatte Samuel Preiswerk, der als Pfarrer der Leonhardskirche eine väterliche Rolle einnahm. Von 1851 bis 1853 studierte er am Leipziger Konservatorium bei Moritz Hauptmann (Musiktheorie), Julius Rietz (Komposition), Carl Ferdinand Becker (Orgel) und Ignaz Moscheles (Klavier).
Nach seiner Rückkehr nach Basel wirkte Löw als Musiklehrer und freischaffender Komponist. 1862 trat er eine Stelle als Gesangslehrer an der Töchterschule (heute Gymnasium Leonhard) an. 1864 wurde Löw erster Titularorganist der neu erbauten Elisabethenkirche und leitete den lokalen Kirchenchor. Von 1872 bis 1897 war er als Gesangslehrer bei der Basler Mission tätig. Als Komponist orientierte er sich am kontrapunktischen Stil alter Meister wie Bach, Händel und Mozart; unter seinen Werken finden sich drei grössere Chorstücke (Weihnachts-, Passionsmusik, "Engelwacht"), die Löw für seinen Töchterchor schrieb. Mit Ausnahme einiger Lieder blieben seine meisten Werke ungedruckt.
Löw war seit 1863 mit Elisabeth Burckhardt (Tochter von Abel Burckhardt) verheiratet. Gemeinsam hatten sie drei Söhne (der älteste Rudolf wurde ebenfalls Musiker) und zwei Töchter, wobei eine Tochter im Säuglingsalter und ein Sohn als junger Erwachsener nach langer Krankheit verstarben.

## Werke
Löw soll zeitlebens komponiert haben, viele Werke sind aber ungedruckt geblieben und gelten heute als verschollen; eine biografische Skizze von 1898 erwähnt u. a. zwei Klaviersonaten, eine Sinfonie in C-Dur und ein Streichquartett sowie zahlreiche Lieder.
Von seinen drei grösseren Kompositionen war nur die 1863 geschriebene "Weihnachtsmusik" als Partiturdruck  erhalten; sie wurde 2020 von einem lokalen Fernsehsender erstmals eingespielt und ausgestrahlt. 2021 ist die "Engelwacht" in einem Estrich wiederentdeckt worden und im Jahr darauf von der Mädchenkantorei Basel erstmals wiederaufgeführt worden.
Für Orgel
- Fantasie über den Choral „Der Tag, der ist so freudenreich“ (für Orgel, 1852)
- Trio in D-Dur (für Orgel, 1852)
- Sechs Choral-Vorspiele (für Orgel, 1852)
- Acht Choral-Vorspiele (für Orgel, 1852/53)
- Transkriptionen für die Orgel (3 Hefte, 1864)
- Zehn Choral-Vorspiele (für Orgel, o. J.)

Für Sologesang mit Begleitung
- Acht Lieder der Liebe (op. 1; für Singstimme und Klavier) – Text: Friedrich Oser
- Lieder aus dem Brautstande (op. 2; für Singstimme und Klavier) – Text: Wilhelm Wackernagel
- Abendlied (für Singstimme und Klavier, o. J.; verschollen) – Text: Julius Sturm
- Adventsgebet „O lieber Herre Gott, wecke uns auf“ (nach Heinrich Schütz, o. J.) für zwei Singstimmen und Generalbass

Für Chor und Instrumente
- Weihnachtsmusik (für dreistimmigen Chor und Orchester, 1863) – Text: aus der Bibel zusammengestellt
- Die Passion unseres Herrn Jesu Christi (für Mädchenchor und Orchester, 1870; verschollen) – Text: aus der Bibel zusammengestellt
- Die Engelwacht (für dreistimmigen Chor und Orchester, 1871; 2021 wiederentdeckt) – Text: aus der Bibel zusammengestellt

Für gemischten Chor a cappella
- Gesänge vergangener Jahrhunderte mit neuen vierstimmigen Sätzen (für vierstimmigen Chor a cappella, 1852/53; verschollen)
- Psalm XXIII (für vierstimmigen Chor a cappella, 1858) – Text: Bibel
- Trostlied „O Jesu Christ wenn du nur bei mir bist“ (für vierstimmigen Chor a cappella, 1872 publiziert bei Johannes Wolfensperger in Zürich) – Text: Friedrich Oser
- Weihnachtslied „Kommet zu sehen“ (für vierstimmigen Frauen- oder Männerchor, 1880) – Text: Friedrich Oser
- Blätter und Blüten vom Lebensbaume (Zwölf leicht ausführbare geistliche Chöre, 1894) – Text: Christoph Friedrich Eppler
- Adventslied „O du mein Trost und süsses Hoffen“ (nach Johann Wolfgang Franck für vierstimmigen Chor, o. J.) – Text: Karl Wilhelm Osterwald
- Gib dich zufrieden (für vierstimmigen Chor, o. J.) – Text: Paul Gerhardt

Weitere Publikationen
- Ausgewählte Psalmen in grossentheils neuer Uebersetzung mit den Tonsätzen Claude Goudimels (1868 publiziert)
- Ein Wort über die moderne Orgelbaukunst (1871 publiziert)
- Die Hausmusik einst und jetzt (Beilage „Berliner Töchterschule“, Basel 1887/88)
- Musikalische Vorträge mit einer biographischen Skizze (1898 publiziert)